# SMA Cup Sant'Elia 2011
Lo SMA Cup Sant'Elia 2011 è stato un torneo di tennis facente parte della categoria ITF Women's Circuit nell'ambito dell'ITF Women's Circuit 2011. Il torneo si è giocato a Roma - Tevere Remo in Italia dal 20 al 26 giugno 2011 su campi in terra rossa e aveva un montepremi di $25 000.

## Vincitori

### Singolare
Karin Knapp ha battuto in finale  Laura Thorpe con il punteggio di 6–3, 6–0

### Doppio
Verónica Cepede Royg /  Paula Ormaechea hanno battuto in finale  Marina Šamajko /  Sofia Shapatava con il punteggio di 7–5, 6–4